# Ukraine und die Europäische Union
Die Ukraine ist ein Nachbarland der Europäischen Union (EU) und gehört zu deren Beitrittskandidaten. Bereits 2004 hatte der damalige ukrainische Präsident Wiktor Juschtschenko bekundet, dass sein Land eine baldige EU-Mitgliedschaft anstrebe. Am 9. September 2008 trafen die Ukraine und die EU in Paris eine Vereinbarung für ein Assoziierungsabkommen. Im Gegensatz zum Stabilisierungs- und Assoziierungsabkommen (SAA) gilt dieses Abkommen allerdings nicht zwingend als erster Schritt zu einem EU-Beitritt.
Die offizielle Position von Seiten der Europäischen Kommission lautet: „Die EU strebt eine zunehmend enge Partnerschaft mit der Ukraine an, die die allmähliche wirtschaftliche Integration und eine Vertiefung der politischen Zusammenarbeit zum Ziel hat.“ Seit 2009 ist die Ukraine mit der EU als Mitglied der Östlichen Partnerschaft und seit 2016 über die Vertiefte und umfassende Freihandelszone (DCFTA) verbunden.
Die Europäische Union wird in der Ukraine offiziell von der Delegation der Europäischen Union für die Ukraine in Kiew vertreten.
Der Ukraine wurde am 23. Juni 2022 offiziell der Kandidatenstatus zum EU-Beitritt zugesprochen, nachdem Präsident Selenskyj am 28. Februar 2022, vier Tage nach dem russischen Überfall auf die Ukraine, einen entsprechenden Antrag unterschrieben hat.

## Geschichte

### Vorgeschichte
Das von den Kosaken Mitte 1654 nach dem erfolgreichen  Chmelnyzkyj-Aufstand gegen Polen unter den Schutz des verbündeten Russlands gestellte Hetmanat Ost- und Südukraine wurde bald von rivalisierenden Einflüssen Polens, Russlands und der Türkei beherrscht. Das Gebiet der Ukrainer wurde 1772 in den Polnischen Teilungen aufgeteilt und der russische Teil wurde ab 1796 zum russischen Gouvernement Neurussland zusammengefasst. Er kam nach der Oktoberrevolution unter sowjetische Herrschaft, die durch die deutsche Besatzung nur kurzfristig unterbrochen wurde. Die Ukrainer Galiziens dagegen hatten vor dem Zweiten Weltkrieg nicht einmal zwei Jahre sowjetischer Herrschaft hinter sich. Diese besondere Situation der Westukraine machte ihre Integration in die Ukraine zum Problem der ukrainischen Sowjetrepublik, zu der sie von 1939 bis 1991 gehörte.
Ein Großteil der Westukraine gehörte lange zu Polen, ab 1772 zu Österreich-Ungarn und nach dem polnisch-sowjetischen Krieg 1921 erneut zu Polen. 1939 wurde die polnische Westukraine entsprechend dem geheimen Zusatzprotokoll zum deutsch-sowjetischen Nichtangriffspakt durch die UdSSR annektiert und in die Ukrainische SSR eingegliedert (siehe sowjetische Besetzung Ostpolens). Das neue Territorium wurde auf die Oblaste Lwiw, Drohobytsch (1959 in der Oblast Lwiw aufgegangen), Ternopil, Wolyn und Stanislawiw (heute Oblast Iwano-Frankiwsk) aufgeteilt.
1940 musste Rumänien Bessarabien, das Hertza-Gebiet und den nördlichen Teil Bukowinas nach dem Einmarsch der Roten Armee an die Sowjetunion abtreten. Davon wurde die Nordbukowina, das Hertza-Gebiet, der extreme Norden Bessarabiens (um die Stadt Khotin), sowie der Süden Bessarabiens (Budschak) an die Ukrainische Sowjetrepublik angegliedert.
Der Westen der Ukraine hat intensive Kontakte zu Polen und tendiert zu einer politischen Orientierung an Europa.
Der Osten und Süden des Landes hat hingegen auch heute noch einen hohen russischen Bevölkerungsanteil und dieser Landesteil tendiert zu einer Beibehaltung bzw. Stärkung der engen Bindungen zu Russland. Die Industrialisierung der Sowjetunion führte in der Ostukraine zu einem starken Verstädterungsprozess, während die Westukraine teilweise heute noch sehr ländlich geprägt ist. Die ukrainische Kultur und Sprache hatte in der heutigen Ostukraine stets nur einen geringen Einfluss. Auch in religiöser Hinsicht besteht ein Gegensatz zwischen der stärker atheistisch bzw. russisch-orthodox oder ukrainisch-orthodox mit Bekenntnis zum Moskauer Patriarchat ausgerichteten Ostukraine und der katholischen, unierten bzw. ukrainisch-orthodoxen mit Bekenntnis zum Kiewer Patriarchat geprägten Westukraine.
Was die innenpolitische Ausrichtung des Landes zwischen „Westorientierung“ einerseits und engen Beziehungen zu Russland andererseits betrifft, so zeigten alle Präsidentschafts- und Parlamentswahlen seit der Unabhängigkeit der Ukraine 1991 eine politische Teilung des Landes auf. Die Außenpolitik der Ukraine in den ersten Jahren der staatlichen Unabhängigkeit wurde von ukrainischen Politikern oft als „multivektoral“ bezeichnet. Von politischen Beobachtern im Ausland wurde diese Politik oft als uneinheitlich wahrgenommen. Einerseits strebten Ukraine und auch die EU im Sinne der Osterweiterung der Europäischen Union und der NATO-Osterweiterung bereits in den 1990er Jahren eine Annäherung an NATO und EU an, andererseits waren auch gute Beziehungen zu Russland für das Land stets von elementarer Bedeutung (siehe auch GUS).

### Abkommen über Partnerschaft und Zusammenarbeit (1994)
Am 14. Juni 1994 unterzeichneten die Europäische Union und die Ukraine ein Partnerschafts- und Kooperationsabkommen (PKA), das das 1989 zwischen der Europäischen Gemeinschaft und der Sowjetunion geschlossene Handels- und Kooperationsabkommen ersetzte. Am 1. Februar 1996 trat ein Interimsabkommen zwischen der EU und der Ukraine in Kraft, welches wiederum die handelsrelevanten Bereiche des PKA in Kraft setzte.

### Verhältnis EU-Ukraine während der Präsidentschaft von Leonid Kutschma (1994 bis 2004)
Zur außenpolitischen Orientierung seines Landes führte der damalige Präsident Leonid Kutschma in einer Rede vor der Parlamentarischen Versammlung der WEU im Juni 1996 aus:

„Das strategische Ziel unseres Landes ist die Integration in die europäischen und euroatlantischen Strukturen. Die Ukraine hofft, in ihrer Absicht verstanden zu werden, eine graduelle, partnerschaftliche Kooperation mit EU, WEU und NATO zu etablieren, und aktiv zu sein bei der Gestaltung der neuen europäischen Sicherheitsarchitektur. Unsere volle EU-Mitgliedschaft ist unsere Priorität und folgt nicht Mode oder politischem Romantizismus, sondern das ist unsere profunde pragmatische Entscheidung, weil es die EU ist, die das Image Europas im 21. Jahrhundert prägen wird.“

Im Juni 1998 kam es zur ersten Tagung des Kooperationsrates zwischen der EU und der Ukraine und am 16. Oktober 1998 fand in Wien der erste EU-Ukraine-Gipfel statt. Dabei betonte Kutschma, er erwarte ein Signal einer langfristigen EU-Beitrittsperspektive für sein Land. Kutschma forderte die EU auch auf, konkrete Verhandlungen mit der Ukraine über die Schaffung eines Freihandelsabkommens aufzunehmen. Am 27. Dezember 2001 stellte die Europäische Kommission ein Strategiepapier für die Gestaltung ihrer Beziehungen zur Ukraine vor. Darin war die Unterstützung des Landes bei den erforderlichen strukturellen und wirtschaftlichen Reformen vorgesehen.

### Präsidentschaft von Wiktor Juschtschenko, Aktionsplan (2005), weitere Verhandlungen und Beitritt zur östlichen Partnerschaft (2009)
Nachdem Wiktor Juschtschenko am 26. Dezember 2004 die Stichwahl zur Präsidentschaft vor allem wegen seines außenpolitischen Kurses in Richtung einer EU-Mitgliedschaft seines Landes gewonnen hatte, gewann die Frage eines zeitnahen Beitritts der Ukraine zur EU neue Dynamik. In einer Rede vor der Parlamentarischen Versammlung des Europarats am 25. Januar 2005 in Straßburg führte Juschtschenko aus, dass die Westorientierung und damit verbunden die Mitgliedschaft in der EU das strategische Ziel der Ukraine sei.
Juschtschenko bekräftigte dies in einer Rede am 8. März 2005 vor dem Deutschen Bundestag:

„Ich hoffe, bis zum Jahr 2007 können wir die Verhandlungen über den Abschluss eines europäischen Assoziierungsvertrags abschließen, der den Weg zur Mitgliedschaft eröffnen wird… Wir begrüßen die Position unserer Partner, die der Europäischen Union vorschlagen, eine neue Perspektive für die Beziehungen mit der Ukraine zu erarbeiten. Das sind wichtige Signale – wir betrachten sie als Unterstützung unserer Pläne. Ich bin sicher, die Anerkennung der europäischen Perspektive für die Ukraine durch Deutschland wird nicht lange auf sich warten lassen. Für uns eröffnet der Weg in die Europäische Union vor allem die Möglichkeit, das gesamte Potenzial unseres Landes zu realisieren.“

Am 25. Februar 2005 unterzeichneten die Ukraine und die EU einen bilateralen Aktionsplan, der bis 2008 Gültigkeit besaß und das Partnerschaftsabkommen von 1994 ersetzte. Dieser Aktionsplan bot keine Beitrittsperspektive, beinhaltete aber die Konvergenz des ukrainischen Rechtssystems mit dem EU-Recht, die Einhaltung der Menschenrechte, die Schaffung einer Marktwirtschaft und eine stabile politische Entwicklung. Er sah zusätzlich den Beginn eines Dialogs über die Schaffung einer Freihandelszone zwischen der EU und der Ukraine vor, allerdings war die Voraussetzung dafür die Aufnahme der Ukraine in die WTO. Der Beitritt der Ukraine zur WTO wurde am 5. Februar 2008 beschlossen und vom ukrainischen Parlament am 10. April 2008 ratifiziert.

Östliche Partnerschaft (2009)
Europäische Union (EU27)
Östliche Partnerländer

Im März 2007 begannen erste Gespräche zwischen der Ukraine und der EU über ein neues „erweitertes Abkommen“, das eine Freihandelszone und eine erhöhte Zusammenarbeit im Energiebereich beinhalten sollte. Insgesamt blieb die EU aber weiter zurückhaltend bezüglich einer Mitgliedschaftsperspektive für die Ukraine. Am 28. Februar 2008 sagte Juschtschenko, dass er in baldiger Zeit mit dem Status einer assoziierten EU-Mitgliedschaft seines Landes rechne. Auch vor dem Hintergrund der Kaukasus-Krise beschlossen die Ukraine und die EU am 9. September 2008 in Paris Verhandlungen über ein weitreichendes Assoziierungsabkommen aufzunehmen, das ursprünglich bis Ende 2009 unterzeichnet sein sollte. Am 7. Mai 2009 trat die Ukraine der Östlichen Partnerschaft bei.

„Die Tür zur Europäischen Union ist offen. Aber die Umsetzung der Beitrittskriterien ist sehr schwierig. Heute konzentriert sich die Aufmerksamkeit der EU auf den Westbalkan. Die Länder dieser Region haben wesentliche Fortschritte bei der Umsetzung der Kopenhagener Kriterien erzielt. Wenn wir über die Ukraine sprechen, muss man feststellen: in den vergangenen fünf Jahren ist hier kein wesentlicher Fortschritt erzielt worden.“

„Die europäische Ostpolitik verortete die Ukraine vor ihren Toren, nicht in ihren Mauern.“ schrieb Winfried Schneider-Deters für die Zeit bis 2011; selbst die ferne Aussicht auf eine Mitgliedschaft, der wiederholte Wunsch der Ukraine, eine Beitrittsperspektive fest zu halten, sei der Ukraine bis zum Abschluss der Verhandlungen 2011 verweigert worden.

### Präsidentschaft von Wiktor Janukowytsch (2010 bis 2014), Auseinandersetzungen um das Assoziierungsabkommen Ukraine-EU
Bei den Präsidentschaftswahlen Anfang 2010 wurde Wiktor Janukowytsch, der bei den Wahlen 2004 der systematischen Wahlfälschung bezichtigt worden war, zum neuen Staatsoberhaupt gewählt. Obwohl Janukowytsch und seine Partei der Regionen mehrfach Interesse an einer weiteren Annäherung der Ukraine an die EU geäußert hatten, vollzog der neue Präsident in vielerlei Hinsicht eine Kehrtwende der ukrainischen Außenpolitik und leitete Schritte zu einer Annäherung an Russland ein. Im April 2010 vereinbarte er mit Russland die Verlängerung der Stationierung der Schwarzmeerflotte, die nun bis 2042 auf der Halbinsel Krim stationiert bleiben soll. Nach Ansichten von EU und USA verschlechterte sich in der Ukraine die Lage von Pressefreiheit und Menschenrechten seit dem Amtsantritt von Janukowytsch deutlich.
Die Regierung in Washington übte über ihre Außenministerin Condoleezza Rice Druck auf Berlin aus, und dabei besonders auf den Amtskollegen Frank-Walter Steinmeier, Georgien und der Ukraine ohne Umwege den schnellen Weg in die NATO zu ermöglichen. Auf das bis dahin obligatorische Aufnahme-Vorbereitungsprogramm (membership action plan) kurz: MAP genannt, sollte verzichtet werden. Das MAP-Programm betrifft als Vorstufe für einen möglichen Beitritt unter anderem die Einhaltung der Menschenrechte und die demokratische Kontrolle des Militärs.
Bis Oktober 2011 verhandelten die Ukraine und die EU über das umfangreiche Assoziierungs- und Freihandelsabkommen. Die Verhandlungen verzögerten sich vor allem aufgrund von Vorbehalten mehrerer EU-Staaten gegenüber der Legitimität des Strafprozesses gegen die frühere Ministerpräsidentin Julija Tymoschenko.
Nach der Darstellung von Gunta Pastore, Politikwissenschaftlerin am lettischen Außenministerium, standen sich in der internen Debatte der EU-Mitgliedsländer „Minimalisten“ und „Maximalisten“ gegenüber. Die Maximalisten (Polen, die baltischen Staaten und in gewissem Umfang auch die skandinavischen Länder und Großbritannien) hätten darauf gedrängt, dass sich die EU auf die Ukraine festlegen sollten, weil die Ukraine für Europa eine Schlüsselrolle spiele. Die EU sollte nicht zulassen, dass die Ukraine unter den Einfluss Russlands falle. Die EU solle trotz der mangelnden Reformen der ukrainischen Regierung strategisch handeln. Dieser Standpunkt einer härteren Linie gegenüber dem russischen Einfluss auf die Ukraine sei besonders von den früheren sowjetischen Staaten innerhalb der EU vertreten worden, und hier wiederum am stärksten von Polen, „das auch der Hauptbegünstigte aus dem Assoziierungsabkommen zu sein schien, da seine Waren einen großen Marktanteil in der Ukraine gewinnen könnten.“
Als Minimalisten nennt Pastore Deutschland, Frankreich, Spanien und Italien, die „traditionsgemäß zurückhaltend“ gewesen seien. Als entscheidenden Gesichtspunkt sieht sie nach Richard Youngs die Tatsache, dass die Beziehung zwischen der Ukraine und den einflussreichsten Mitgliedstaaten – Frankreich und Deutschland – immer mit ihren Beziehungen zu Russland verbunden war. Deutschland sei nach Barkin verzweifelt bemüht gewesen, eine Konfrontation mit Russland, seinem „strategischen Partner“ zu vermeiden. Dasselbe gilt nach Pastores Meinung für Frankreich und die südeuropäischen Mitgliedsländer. Gunta Pastore hält es für möglich, dass die negative Entwicklung der Ukraine für einige Mitgliedsländer als Entschuldigung diente, die Unterzeichnung des Abkommens zu verzögern, das von Russland vehement abgelehnt wurde. Auf diese Weise hätten sie profitable bilaterale Abkommen mit Russland abschließen können.
Ende März 2012 beschloss die EU, das Assoziierungs- und Freihandelsabkommen zu paraphieren, um ihren Einfluss auf die Entwicklung in der Ukraine zu behalten. Thomas Vogel, parlamentarischer Assistent von Werner Schulz, erläuterte 2012 das Spannungsfeld zwischen Ukraine und EU: „Trotz aller scheinbaren Gegensätze und scharfer Rhetorik gegenüber Kiew weiß die Europäische Union um die wichtige Rolle der Ukraine, nicht nur für die Östliche Partnerschaft, sondern für das geostrategische Verhältnis zwischen der EU und Russland. Wenn es der EU nicht gelingt, die Ukraine stärker politisch und wirtschaftlich an sich zu binden, wird sie sich unweigerlich mehr auf Moskau zubewegen, lautet eines der schwerwiegendsten Argumente für eine schnelle Assoziierung.“ Der enorme Druck Russlands auf Beitritt zur Zollunion, das schon (2011) unterschriebene Freihandelsabkommen mit der GUS und die Versprechen reduzierter Gaspreise seien Grund für diese Annahme russischen Drucks gewesen. Ein gleichzeitiger Beitritt zur Zollunion/Eurasischen Union wäre jedoch mit der geplanten Freihandelszone der EU jedoch auch aus rechtlichen und technischen Gründen nicht vereinbar. „Brüssel weiß, dass es der ukrainischen Regierung und den einflussreichen Oligarchen wirtschaftliche Anreize bieten und dass es das Land andererseits auch in den Verhandlungen mit Russland unterstützen muss.“
Eine Unterzeichnung bzw. Inkraftsetzung solle es aber nur geben, wenn die ukrainische Justiz aufhöre, gegen Tymoschenko und andere Oppositionspolitiker vorzugehen. Das ausgehandelte Abkommen selbst wurde in Medienberichten als das weitreichendste bezeichnet, das die Europäische Union jemals mit einem Nichtmitglied ausgehandelt hat. Allerdings wurde auch darauf verwiesen, dass das Abkommen der Ukraine Anpassungsleistungen abverlange, für die das Land kaum gerüstet sei. Zu Beginn der Litauischen EU-Ratspräsidentschaft 2013 erklärte die litauische Präsidentin Dalia Grybauskaitė im Juli 2013, Litauen sei darauf bedacht, das Assoziierungsabkommen im November 2013 auf dem EU-Gipfel in Vilnius zu unterzeichnen.
Bei einem Staatsbesuch des russischen Präsidenten Putin in der Ukraine im Mai 2012 erklärte Janukowytsch sein grundsätzliches Interesse an einer Zusammenarbeit mit dem von Russland, Belarus und Kasachstan gebildeten einheitlichen Wirtschaftsraum (siehe Eurasische Union). Der damalige Präsident der EU-Kommission, José Manuel Barroso, erklärte im Februar 2013 hinsichtlich einer möglichen Zollunion der Ukraine mit Russland, ein Land könne nicht Mitglied einer Zollunion sein und zugleich in einer weitreichenden Freihandelszone mit der EU. Die Ukraine müsse sich entscheiden, welchen Weg sie einschlagen wolle. Janukowytsch erklärte diesbezüglich zunächst, dass ein rascher Beitritt der Ukraine zu einer Zollunion mit Russland nicht auf der Tagesordnung stehe. Ende Mai 2013 erklärte der ukrainische Präsident, sein Land strebe einen Beobachterstatus in der Zollunion an.
Im August 2013 erklärte Putin, dass Russland im Falle der Unterzeichnung eines EU-Abkommens „Schutzmaßnahmen“ durchführen werde. Die Importkontrollen auf ukrainische Güter wurden durch die russische Seite verschärft. Der ukrainische Ministerpräsident Mykola Asarow forderte Russland in diesem Zusammenhang dazu auf, die geplante Unterzeichnung des Assoziierungsabkommens mit der EU zu dulden.

„Niemand wird unseren Traum von einer Ukraine gleicher Möglichkeiten, von einer europäischen Ukraine ruinieren.“

Nach einem monatelangen Tauziehen um die Unterzeichnung, in dem von Seiten der EU die Haftentlassung bzw. Ausreise von Tymoschenko zur medizinischen Behandlung im Ausland zur Bedingung gemacht wurde, beschloss die ukrainische Regierung am 21. November 2013 ein „Einfrieren“ des Abkommens mit der EU. Die Entscheidung wurde mit Überraschung aufgenommen. Laut einem Dekret wurde die „Suspendierung des Vorbereitungsprozesses“ angeordnet, um die „nationalen Sicherheitsinteressen zu wahren, die wirtschaftlichen Beziehungen zu Russland zu beleben und den Binnenmarkt auf gleichwertige Beziehungen mit der EU vorzubereiten“. Janukowytsch erklärte hierzu, die Ukraine ändere ihren EU-Kurs nicht, das Land strebe aber nach Berücksichtigung seiner nationalen Interessen. Zurzeit sei die Ukraine zum Abschluss des Assoziierungsabkommens aus wirtschaftlichen Gründen noch nicht bereit, eine Unterzeichnung des Assoziierungsabkommens mit der EU im Frühjahr 2014 sei aber möglich. Zuvor müsse man jedoch eine Reihe aktueller Probleme im Handel mit Russland lösen. Janukowytsch erklärte weiter, niemand werde in der Lage sein, die Ukraine vom europäischen Weg abzubringen. Anfang Dezember 2013 fuhr Janukowytsch nach Brüssel, „in der vergeblichen Hoffnung auf finanzielle Unterstützung seines nahezu bankrotten Landes durch die EU. Erst danach fuhr er nach Moskau.“
Das Stilllegen des Abkommens war Anlass und Auslöser der mehrmonatigen Demonstrationen und Proteste des sogenannten „Euromaidan“, die sich gegen die Politik der ukrainischen Staatsführung richteten und am 22. Februar 2014 letztlich zum Sturz von Janukowytsch führten.

### Nach dem Sturz von Janukowytsch
Die EU erkannte bereits am 24. Februar 2014 die Übergangsregierung der Ukraine als legitim an und erklärte, sie sei grundsätzlich weiter bereit, mit der Ukraine das bereits paraphierte Abkommen über Assoziierung und freien Handel zu unterzeichnen. Gespräche über das Abkommen sollten allerdings zunächst erst nach den Präsidentschaftswahlen im Mai 2014 wiederaufgenommen werden, wenn eine neue Regierung in der Ukraine etabliert sei. Diese Entscheidung der rückhaltlosen Unterstützung der ukrainischen Übergangsregierung wurde teilweise kritisiert. Günter Verheugen hielt dies für den Ausdruck der Blindheit europäischer Politiker für die Spannungen zwischen Ost- und Westukraine. „Ohne Not wurde die neue ukrainische Regierung nach der Entmachtung Janukowytschs sofort rückhaltlos unterstützt, obwohl diese Regierung noch nicht einmal im eigenen Land das Vertrauen der Mehrheit genießt, antirussisch ist und ihr völkisch gesinnte Kräfte angehören.“

#### Russlands Annexion der Krim
In Zusammenhang mit der Annexion der Krim 2014 erklärte die EU-Kommission am 17. März 2014, die Ukraine solle langfristig als Vollmitglied in die Europäische Union aufgenommen werden. Der für Erweiterungsfragen zuständige EU-Kommissar Štefan Füle erklärte hierzu: „Wenn wir den betreffenden Teil Osteuropas ernsthaft verändern wollen, sollten wir auch das stärkste Instrument anwenden, das der EU zur Verfügung steht – und das ist die Erweiterung.“ Sie habe eine „beispiellos verändernde und stabilisierende Kraft“. Als Vorläufer für eine Mitgliedschaft gelte weiterhin das Assoziierungsabkommen der Ukraine mit der EU, dessen politischer Teil am 21. März 2014 während des Gipfels der Staats- und Regierungschefs der EU in Brüssel unterzeichnet werden soll. Im September 2014 wurde das Inkrafttreten des Abkommens nach trilateralen Gespräche einvernehmlich auf den 31. Dezember 2015 verschoben, um russische Bedenken zu berücksichtigen.

#### Assoziierungsabkommen zwischen der Europäischen Union und der Ukraine
Am 21. März 2014 wurde in Brüssel der politische Teil des mit der Ukraine ausgehandelten Assoziierungsabkommens unterzeichnet. Der wirtschaftliche Teil, der aus einem Freihandelsabkommen besteht, wurde nicht unterzeichnet. Grund waren Bedenken, dass Russland als Reaktion darauf den zollfreien Import aus der Ostukraine stoppen könnte, wodurch sich die Krise in der Ukraine verschärfen würde. Befürchtet werden Betriebsschließungen und zehntausende von Arbeitslosen in Städten wie Charkiw und Dnipropetrowsk. In Anbetracht ihrer hohen Verschuldung erhielt die Ukraine jedoch einen fast zollfreien Zugang zum Binnenmarkt der EU. Am 27. Juni 2014 unterzeichneten EU und Ukraine auch den wirtschaftlichen Teil des Assoziierungsabkommens. Am 16. September ratifizierten die Werchowna Rada in Kiew und das EU-Parlament in Strassburg das Abkommen zeitgleich in einer feierlichen Zeremonie. Das Abkommen muss jedoch noch in allen Mitgliedsstaaten der Europäischen Union ratifiziert werden. Die provisorische Anwendung des wirtschaftlichen Teils, insbesondere die Anwendung der Freihandelsbestimmungen, wurde von Russland, der Ukraine und der EU einvernehmlich auf den 31. Dezember 2015 festgelegt. Seit dem 1. Januar 2016 nimmt die Ukraine an der Vertieften und umfassenden Freihandelszone (DCFTA) teil.

#### Visafreiheit
Am Rande des EU-Gipfels Ende 2015 empfahl EU-Kommissionspräsident Jean-Claude Juncker die Aufhebung der Visumpflicht für Bürger aus der Ukraine und Georgien. Am 6. April 2017 stimmte das EU-Parlament für eine visumfreie Einreise für Ukrainer in die Staaten, in denen die Verordnung (EG) Nr. 539/2001 (EU-Visum-Verordnung) gültig ist. Die Visafreiheit erstreckt sich somit auf den Schengen-Raum, der die Europäische Union außer Irland und Zypern und zuzüglich der Schweiz und der EWR-Staaten Island, Norwegen und Liechtenstein umfasst. Die Reiseerleichterung gilt jedoch nur für Inhaber biometrischer Pässe und für Reisen von bis zu 90 Tagen innerhalb von 180 Tagen. Diese Reisefreiheit ist am 11. Juni 2017 um 00.00 Uhr in Kraft getreten (für Georgier bereits am 28. März), in den ersten Stunden nutzten rund 600 Ukrainer diese neue Gelegenheit. Etwa jeder Zehnte von 40 Mio. Ukrainern besitzt schon einen biometrischen Pass. Die Visafreiheit für Kurzaufenthalte wurde in die Verordnung (EU) 2018/1806 (EU-Visum-Verordnung) übernommen.
Aus Anlass des Eurovision Song Contest 2005 in Kiew hatte umgekehrt die Ukraine bereits am 31. März 2005 temporär eine visafreie Einreise für EU-Bürger, Schweizer und Liechtensteiner verfügt und am 26. Juli 2005 auf Dauer festgesetzt.

#### Schulden- und Wirtschaftskrise von 2013 bis 2016
Die Ukraine geriet 2013 in eine schwere finanzielle Schuldenkrise. Die Übergangsregierung ging von benötigten 35 Milliarden Dollar für das laufende Jahr 2014 aus, um gegenüber dem Ausland zahlungsfähig zu bleiben. Die Devisenreserven der Ukraine waren bis Mitte März 2014 auf 12 Milliarden Dollar geschrumpft. Daneben betrugen die Staatsschulden zwar nur 65 Milliarden Dollar. Allerdings ging die Nachrichtenagentur Bloomberg davon aus, dass zur Refinanzierung der fälligen Schuldrückzahlungen alleine die Hälfte der von der Ukraine benötigten 35 Milliarden Dollar benötigt werden würden, dies entsprach zu diesem Zeitpunkt etwa 10 Prozent des BIP.
Bei Geldinstituten aus EU-Staaten war die Ukraine 2014 mit insgesamt 23 Milliarden Dollar verschuldet, vor allem bei österreichischen und italienischen Banken.
Im August 2016 konnte sich die Ukraine von der Wirtschaftskrise erholen und erreichte den Status des Jahres 2013.

### 2014–2021
Die Importe der EU von Gütern aus der Ukraine nahmen von 13,7 Milliarden EUR im Jahr 2014 auf 12,7 Milliarden EUR im Jahr 2015 ab. Die Exporte aus der EU in die Ukraine nahmen von 17,0 auf 13,9 Milliarden EUR ab. Per Saldo reduzierte sich der Handelsüberschuss der EU von 3,3 Milliarden EUR 2014 auf 1,2 Milliarden EUR 2015. Damit war die EU der größte Handelspartner der Ukraine. Sie wickelte 37,5 % ihres Handels mit den 28 Staaten der EU ab. Zweitgrößter Handelspartner war Russland mit 16,3 % vor China mit 8,2 %. Bis 2017 stieg der Anteil des Handels mit der EU auf über 40 Prozent.
Die Direktinvestitionen der EU in der Ukraine beliefen sich auf 17,5 Milliarden EUR.
Im Herbst 2018 stimmte das ukrainische Parlament für die Verankerung des Ziels des EU-Beitritts in der Verfassung. Das Verfassungsgericht sollte die Änderung danach prüfen, zu einem Zeitpunkt, als in der Bevölkerung gemäß Umfragen 58 Prozent der Befragten mit diesem Ziel übereinstimmten. Am 7. Februar 2019 wurde dieses Ziel, zusammen mit jenem des NATO-Beitritts, festgeschrieben. Die Ukraine bereitete sich darauf vor, im Jahr 2024 formell die EU-Mitgliedschaft zu beantragen, ursprünglich um in den 2030er Jahren der Europäischen Union beizutreten.

### Reaktionen auf den russischen Einmarsch in der Ukraine 2022
Nach dem russischen Überfall der Ukraine 2022 forderte der ukrainische Präsident Wolodymyr Selenskyj am 26. Februar 2022 die sofortige Aufnahme seines Landes in die Europäische Union. Kommissionspräsidentin Ursula von der Leyen bestätigte, dass die Ukraine langfristig der EU beitreten könnte. Wörtlich sagte sie: „Sie sind einer von uns, und wir wollen sie drin haben.“ Vorher hatten bereits die östlichen EU-Staaten Polen, Slowenien und Litauen angeregt, dass die Ukraine den Status eines Beitrittskandidaten erhalten solle. Am 28. Februar unterzeichnete Selenskyj eine Bewerbung für die EU-Mitgliedschaft. Am gleichen Tag unterstützten die Präsidenten von Bulgarien, Estland, Lettland, Litauen, Polen, der Slowakei, Slowenien und Tschechien in einem offenen Brief den ukrainischen Beitrittswunsch. Am 1. März sprachen sich auch die Abgeordneten des EU-Parlaments mit einer überwältigenden Mehrheit für die Aufnahme von Beitrittsgesprächen aus. Von den 676 anwesenden Abgeordneten stimmten 637 dafür und 13 dagegen, 26 enthielten sich.
Nach der russischen Invasion in der Ukraine stieg die Unterstützung für den EU-Beitritt auf einen Rekordwert von 91 Prozent. In den ersten Tagen des großen russisch-ukrainischen Krieges gab es eine Steigerung von 68 Prozent auf 86 Prozent, dann weiter gewachsen und per Ende März 91 Prozent – ein absoluter Rekord für alle Jahre der Forschung.
Bei einem Besuch in Kiew am 11. April 2022 bekräftigte EU-Kommissionspräsidentin Ursula von der Leyen, dass die Ukraine zur „europäischen Familie“ gehöre. Sie überreichte dem ukrainischen Präsidenten Selenskyj einen Fragebogen, dessen Beantwortung sie in die Lage versetzen soll, zu entscheiden, ob sie die Ukraine als EU-Beitrittskandidaten empfiehlt. Von der Leyen erklärte zudem, dass dieses Verfahren, welches normalerweise mehrere Jahre dauert, nur einige Wochen in Anspruch nehmen soll. Am 18. April übergab Selenskyj den ausgefüllten Fragebogen an Matti Maasikas, den Botschafter der Europäischen Union in Kiew. Am 17. Juni 2022 hat die EU-Kommission den Kandidatenstatus für die Ukraine und die Republik Moldau empfohlen. Der Ukraine wurde am 23. Juni 2022 offiziell der Kandidatenstatus zum EU-Beitritt zugesprochen. Seit Herbst 2023 leitet die Slowakin Katarína Mathernová die EU-Delegation in der Ukraine.